# دوقلو (فیلم ۱۹۸۴)
«دوقلو» (فرانسوی: Le jumeau‎) فیلمی در ژانر کمدی رمانتیک به کارگردانی ایو روبر است که در سال ۱۹۸۴ منتشر شد. از بازیگران آن می‌توان به پیر ریچارد، آندریا فریول، ژان-پیر کاستالدی، و ایو روبر اشاره کرد.